# Альсивар, Хорди
Хорди Хосе Альсивар Масиас (исп. Jordy José Alcívar Macías; род. 5 августа 1999, Манта, Эквадор) — эквадорский футболист, полузащитник клуба «Индепендьенте дель Валье» и сборной Эквадора.

## Клубная карьера
Альсивар — воспитанник клуба ЛДУ Кито. 15 июля 2018 года в матче против «Депортиво Куэнка» он дебютировал в эквадорской Серии A. В своем дебютном сезоне Альсивар стал чемпионом страны, а через год завоевал Кубок Эквадора.
18 октября 2021 года было объявлено о переходе Альсивара в новообразованный клуб MLS «Шарлотт» в январе 2022 года. Игрок подписал с американским клубом четырёхлетний контракт с опцией продления ещё на один год. 26 февраля 2022 года в матче стартового тура сезона против «Ди Си Юнайтед», ставшем для «Шарлотта» дебютом в MLS, он вышел на замену во втором тайме вместо Йорди Рейны. 10 апреля в матче против «Атланты Юнайтед» он забил свой первый гол за «Шарлотт».
24 ноября 2022 года Альсивар перешёл в «Индепендьенте дель Валье».

## Международная карьера
В 2019 году Альсивар в составе молодёжной сборной Эквадора стал победителем юношеского чемпионата Южной Америки в Чили. На турнире он сыграл в матчах против команд Парагвая, Перу, Венесуэлы и Бразилии. В том же году в составе Альсивар принял участие в молодёжном чемпионате мира в Польше. На турнире он сыграл в матчах против команд Японии, Мексики, Уругвая, США, Южной Кореи и дважды Италии.
В 2019 году Альсивар в составе олимпийской сборной Эквадора стал победителем Панамериканских игр в Перу. На турнире он сыграл в матчах против команд Аргентины, Мексики, Панамы и Перу.
За сборную Эквадора Альсивар дебютировал 4 декабря 2021 года в товарищеском матче со сборной Сальвадора.

## Достижения
- Чемпион Эквадора (1): 2018
- Обладатель Суперкубка Эквадора (1): 2021
- Победитель Молодёжного чемпионата Южной Америки (1): 2019